# Клапан Шрадера

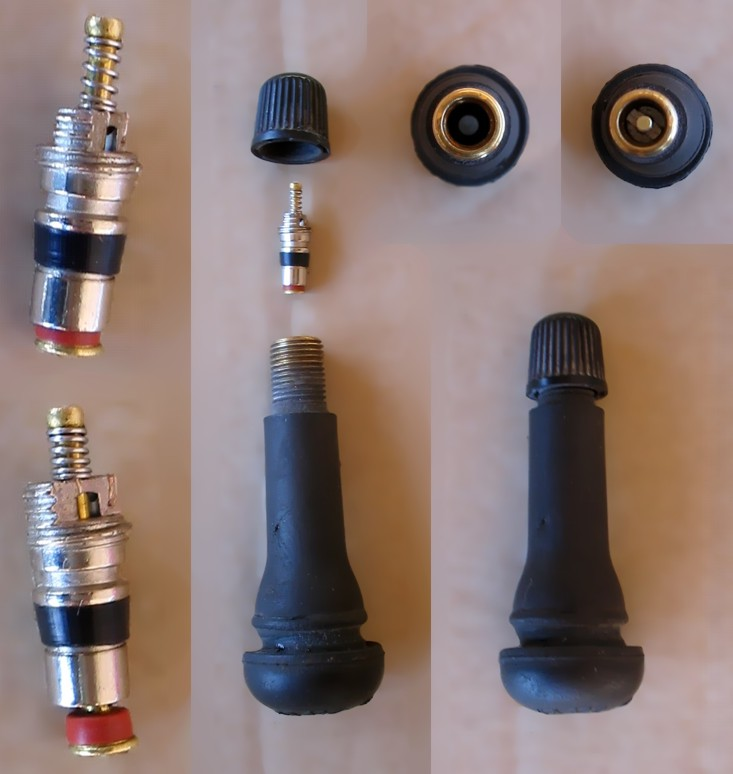
Компоненты клапана Шрадера (слева направо): клапан закрыт (наверху) и открыт (внизу), порядок сборки, вид конца трубки без сердцевины и с нею (наверху) и трубка с пылезащитной крышкой (внизу)

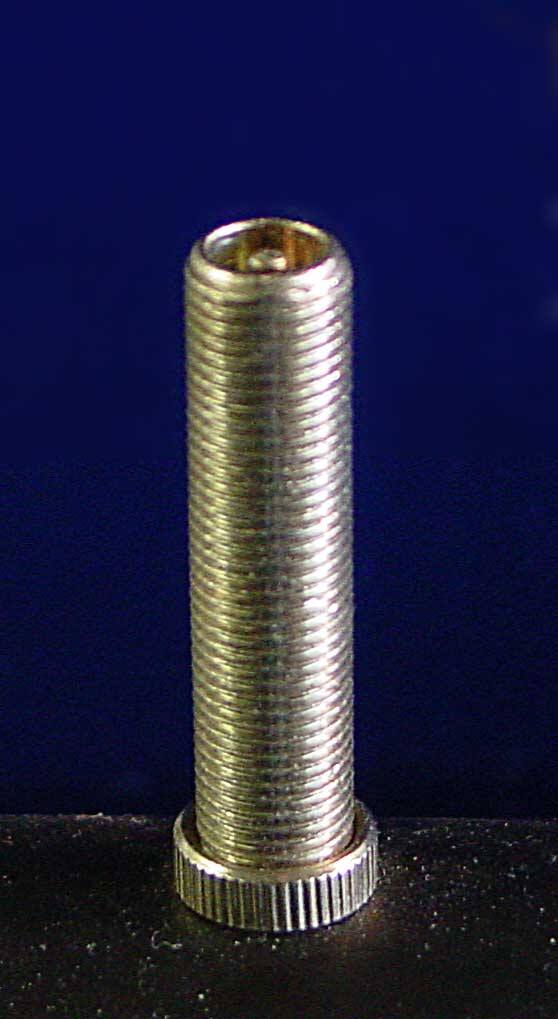
Удлинённая трубка клапана Шрадера с сердцевиной

Конструкция клапана Шрадера.
1 – стержень золотника;
2 – резьбовая головка;
3 – втулка;
4 – уплотнитель;
5 – верхняя чашечка;
6 – уплотнительное кольцо золотника;
7 – нижняя чашечка;
8 – корпус вентиля;
9 – пружина золотника;
10 – направляющая чашечка;
11 – обрезиненный кожух

Принцип работы

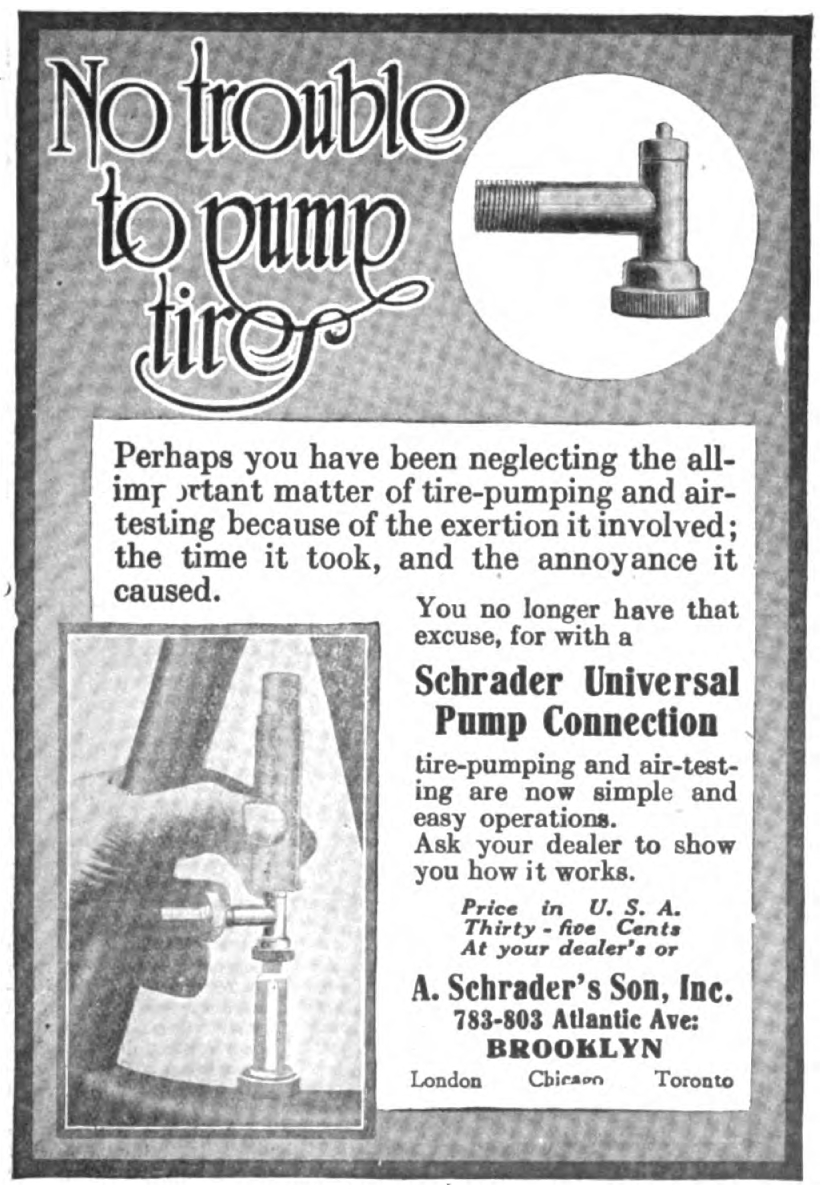
Реклама клапана Шрадера в журнале Безлошадная эра (Horseless Age), 1918 год

Кла́пан Шра́дера (также называемый американский клапан, в велосипедных аксессуарах также золотник, автомото) — тип клапана для камер, используемый сегодня в шинах почти всех транспортных средств в мире. Компания Шрадер (Schrader), от которой клапан получил своё название, была основана в 1844 году Августом Шрадером. Первоначальный вариант клапана Шрадера был запатентован в США в 1893 году.
Существует неоднозначность прочтения названия Schrader в русском языке. С одной стороны, фамилия Schrader немецкая и произносится правильно как «Шрадер»; с другой стороны, Шрадер жил и работал в США, где его фамилия произносилась как «Шрейдер». В настоящее время в русскоязычном интернете применительно к клапану очень часто встречается написание «клапан Шредера» или «порт Шредера».
Клапан Шрадера состоит из трубки, в которую вкручивается сердцевина (золотник), и используется почти на всех автомобильных, мотоциклетных, а также многих велосипедных шинах. Рабочий элемент представляет собой тарельчатый клапан со вспомогательной пружиной.

## Применение
Кроме камерных и бескамерных шин, клапаны Шрадера самых разных диаметров используются на многих холодильных и климатических установках для возможности обслуживания, включая дозаправку хладагентом; водопроводчиками, проводящими тесты на утечку под давлением; как узел для стравливания и тестов на системе распределения топлива некоторых инжекторных двигателей; на велосипедных воздушных амортизаторах для возможности подстройки давления воздуха согласно весу седока; на инфляторах компенсаторов плавучести аквалангиста, где требуется лёгкость отсоединения воздушного шланга даже под водой без потери воздуха из баллона. Клапаны Шрадера также широко используются в гидравлических системах высокого давления на летательных аппаратах.
Многие бытовые огнетушители используют внутренний клапан, идентичный клапану Шрадера, но с рукояткой наверху для возможности быстрого высвобождения содержащегося в них сжатого газа.

## Конструкция клапана

### Внутреннее устройство
Клапан Шрадера состоит из полой металлической трубки, имеющей наружную и внутреннюю резьбы, обычно выполненной из медного сплава. В центре наружного конца находится металлический стержень, расположенный вдоль оси трубки; конец стержня находится примерно на одном уровне с концом корпуса клапана.
Как правило, все клапаны Шрадера, используемые в шинах автотранспортных средств, имеют резьбы и корпуса единого стандартного размера на наружном конце, поэтому крышки и приспособления в целом универсальны для клапанов всех широко распространённых устройств. Сердцевина клапана вворачивается специальным инструментом, чью функцию чаще всего выполняет металлический защитный колпачок (крышка).
Новая разработка — трубки клапана Шрадера со встроенными датчиками системы контроля давления воздуха в шинах (TPMS).

### Крышка клапана
Крышка важна для клапана Шрадера, поскольку при её отсутствии грязь и вода могут попасть во внутреннюю часть клапана, засоряя его или загрязняя герметичные поверхности, и вызвать утечку воздуха из шины. Поваренная соль и другие химические соединения, используемые в качестве антиобледенителей дорожного покрытия зимой, особенно разрушительны для деталей клапана.
Некоторые крышки имеют внутри резиновую шайбу для дополнительной герметичности. Подобные шайбы могут также предотвратить утечку воздуха через слегка неисправный клапан. Вдобавок, резиновая шайба устраняет самоотворачивание и потерю крышки в результате вибраций. Крышки обычно изготавливаются из чёрного пластика, из металла или из металла с пластмассовым покрытием, с резиновыми шайбами внутри некоторых пластиковых крышек и большинства металлических крышек. Однако для предотвращения электролитической коррозии и отказа электроники в установленной на клапан системе прямого контроля давления в шинах (что влечёт за собой дорогостоящий ремонт) металлические крышки без изолирующего пластикового покрытия не следует использовать на клапанах, снабжённых системой прямого TPMS. Более того, металлические крышки без пластикового покрытия могут также вызвать коррозию и могут прикипеть к клапану, вынуждая разрушить клапан при снятии крышки. Это происходит, когда металл крышки (медь) отличается от металла клапана (алюминий).
Существуют также специальные крышки для индикации давления в шине, взводящие зелёный флажок, когда давление в норме или выше неё. При снижении давления ниже нормального зелёный флажок втягивается, обнажая красный стержень, что призвано привлечь внимания водителя прежде, чем он заметит, что увеличился расход топлива, или спущенная шина неблагоприятно скажется на безопасности (при спущенной шине автомобиль может «гулять»).

## Сравнение с клапаном Presta
В то время как клапаны Шрадера почти универсальны на шинах автомобилей, велосипедные шины используют помимо них клапан Dunlop, или Presta. Как клапан Шрадера, так и Presta хорошо удерживают большое давление. Их главное различие состоит в том, что клапаны Шрадера больше по размерам и имеют пружину, запирающую клапан при отпущенном стержне. Клапаны Шрадера также используются в различных других устройствах, в которых используются сжатые газы и жидкостях под давлением.
Трубка клапана Presta 6 мм в диаметре, клапан же Шрадера для велосипедов имеет диаметр 8 мм, требуя большего отверстия в ободе. Это не имеет значения для широких ободьев, но ослабит узкий обод до невозможности его применения на шоссейных велосипедах. Другой недостаток клапана Шрадера состоит в том, что открытие осуществляется нажатием на стержень клапана, и сам по себе клапан Шрадера не является истинным обратным клапаном —  некоторое количество воздуха теряется при присоединении и отсоединении шланга насоса, хоть это и является нормой, в то время как клапан Presta открывается лишь непосредственно подачей воздуха внутрь камеры. Для накачки велосипедной шины с клапаном Presta в автосервисе требуется адаптер, а для клапана Шрадера — нет. Кроме того, при использовании клапана Шрадера насос должен быть оборудован обратным клапаном, иначе при присоединении насоса камера почти мгновенно спустит, чего не случится с камерами, использующими клапан Dunlop или клапан Presta.

## Размеры
Клапаны Шрадера классифицируются по материалу, диаметру предполагаемого отверстия в ободе, длине и форме.
- TR-4 — прямая металлическая трубка (8 мм в диаметре);
- TR-6 — прямая металлическая трубка (8 мм в диаметре);
- TR-13 — прямая резиновая трубка (11,5 мм в диаметре);
- TR-15 — прямая резиновая трубка (16 мм в диаметре);
- TR-87 — короткая 90° металлическая трубка (10 мм в диаметре);
- TR-87C — высокая 90° металлическая трубка (10 мм в диаметре).

А также:
- TR-413 — диаметр отверстия в ободе 0,453" (11,50 мм), длина 1,25" (31,8 мм);
- TR-415 — диаметр отверстия в ободе 0,625" (15,87 мм), длина 1.25" (31,8 мм);
- TR-418 — диаметр отверстия в ободе 0,453" (11,50 мм), длина 2" (50,8 мм);
- TR-425 — диаметр отверстия в ободе 0,625" (15,87 мм), длина 2" (50,8 мм).

Параметры резьбы стандартного клапана Шрадера следующие:
- внешняя резьба:
  - метрическая:
    - наружный диаметр 7,7 мм;
    - диаметр впадины профиля резьбы 6,9 мм;
    - шаг 0,794 мм;

  - британская:
    - наружный диаметр 0,305 дюйма;
    - диаметр впадины профиля резьбы 0,271 дюйма;
    - шаг 32 tpi (англ. threads per inch — витков на дюйм);
- внутренняя резьба (для резьбовой сердцевины клапана):
  - метрическая:
    - наружный диаметр 5,30 мм;
    - шаг 0,706 мм;

  - британская:
    - наружный диаметр 0,209 дюйма;
    - шаг 36 tpi.

Для холодильных установок используется специальный раструбовый 1/4" фитинг, с такой же внутренней резьбой, как указано выше.